# Sylvester Graham
Sylvester Graham (5. srpnja 1794. – 11. rujna 1851.) bio je američki prezbiterijanski svećenik i reformator prehrane poznat po svom naglasku na vegetarijanstvu, pokretu za umjerenost i jedenju kruha od cjelovitih žitarica.Njegovo propovijedanje nadahnulo je proizvodnju graham brašna, graham kruha i graham krekera. Graham se često naziva "ocem vegetarijanstva" u Sjedinjenim Američkim Državama( bio je jedan od osnivača Američkog vegetarijanskog društva 1850.) .

## Graham brašno
Graham brašno je vrsta brašna dobivenog grubim mljevenjem cjelovitog zrnja pšenice. Slično je uobičajenom brašnu od cjelovitog zrna pšenice po tome što su oba napravljena od cijelog zrna, ali je graham brašno grublje mljeveno. Nakon mljevenja se ne prosijava. U izvješću iz 1913. godine tvrdi se da kruh napravljen od graham brašna ima sadržaj proteina od 12,1% – tek nešto manje od bijelog pšeničnog brašna i u biti isti kao i integralno pšenično brašno.

## Graham kruh
Graham je tvrdio da je vegetarijanska prehrana, utemeljena na kruhu koji se peče kod kuće od grubo mljevenog integralnog brašna, dio zdravog načina života koji može spriječiti bolesti.
Godine 1837. Graham je objavio popularnu knjigu Treatise on Bread and Bread-Making, koja je uključivala povijest kruha i opisivala kako napraviti Graham kruh, iako u odlomku nema točnih mjera i umjesto toga poziva se na pekarovu "dobru prosudbu".
Graham kruh je bogat vlaknima i napravljen od graham brašna bez kemijskih dodataka koji su bili uobičajeni u bijelom kruhu u to vrijeme, kao što su stipsa i klor. Tvrdio je da su ti kemijski dodaci štetni.

## Graham krekeri
Graham kreker (izgovara se /ˈɡreɪ.əm/ ili /ˈɡræm/ u Americi) je kreker slatkog okusa ,napravljen od graham brašna ,nastao u Sjedinjenim Državama sredinom 19. stoljeća, s komercijalnim razvojem od oko 1880. Glavni sastojci u starijoj verziji bili su graham brašno, ulje,  mast, melasa i sol.Graham krekeri masovno su se proizvodili u Sjedinjenim Državama od 1898. godine, a National Biscuit Company bila je prva koja ih je masovno proizvodila u to vrijeme. Tvrtka Loose-Wiles Biscuit Company također je započela masovnu proizvodnju proizvoda početkom 1910-ih,a i danas se masovno proizvode u SAD-u.